# Der rote Stern

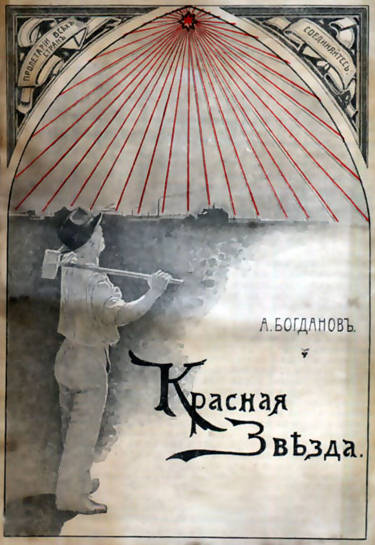
Красная звѣзда: Buchdeckel der russischen Erstausgabe (1908, alte Rechtschreibung)

Der rote Stern (im russischen Original Красная звезда Krasnaja swesda) bzw. Der rote Planet ist ein 1907 fertiggestellter utopischer Roman des russischen Schriftstellers, Arztes und Bolschewiken Alexander Bogdanow. Das Buch schildert eine ideale Gesellschaftsordnung sozialistischer bzw. kommunistischer Prägung auf dem Mars.

## Der rote Stern

### Titel

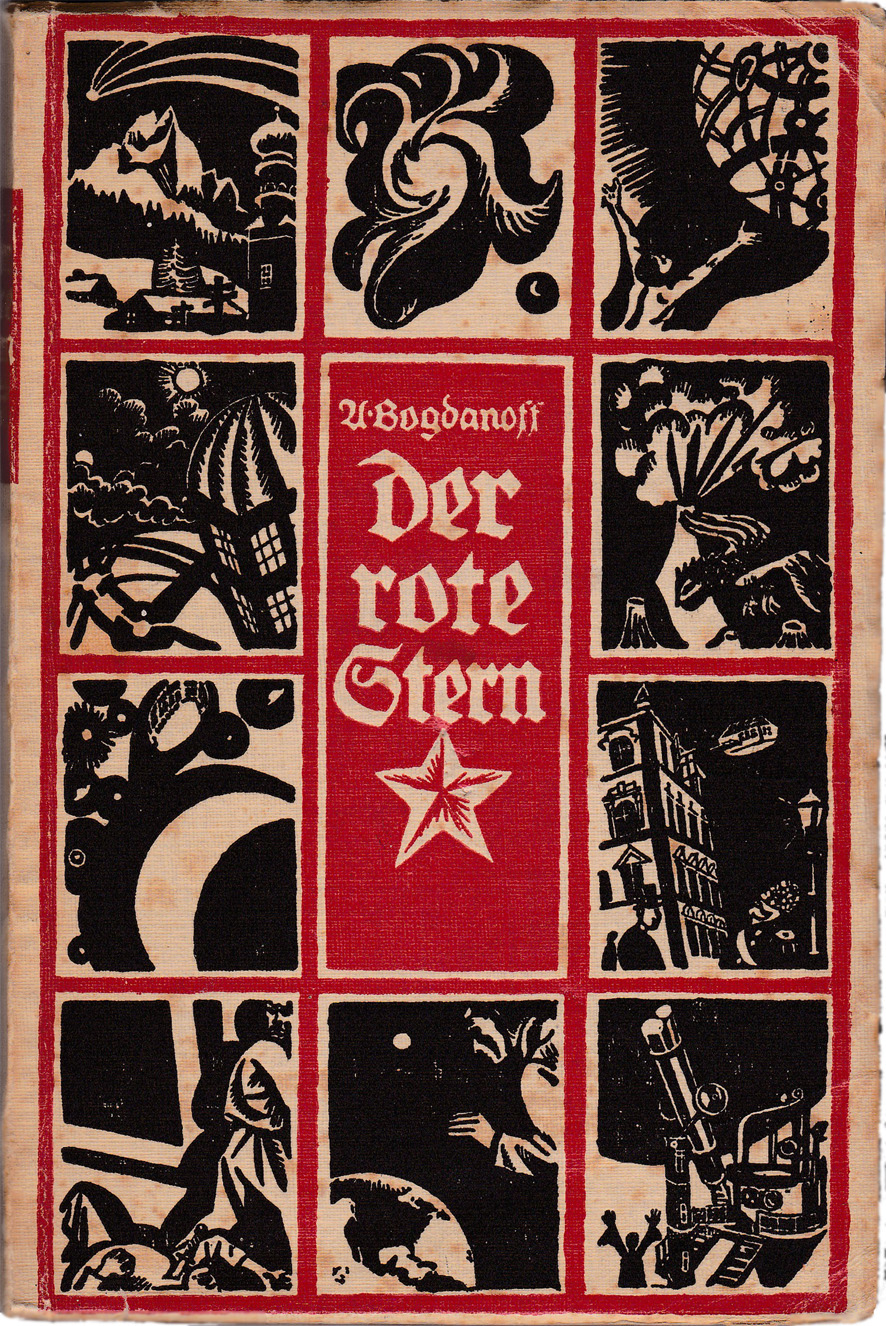
Der rote Stern: Buchdeckel der deutschen Erstausgabe (1923)

Der Roman trägt im Original den Titel Красная звѣзда Krasnaja swesda (in alter Rechtschreibung), was wörtlich übersetzt „Roter Stern“ bedeutet und mit der Doppelbedeutung des Himmelskörpers und des politischen Symbols des Kommunismus spielt. Der rote Stern sollte den Menschen metaphorisch den Weg in die klassenlose Gesellschaft leuchten. In der deutschsprachigen Übersetzung hat sich zunehmend der ebenso doppeldeutige Titel Der rote Planet durchgesetzt, da der Mars kein Stern ist und aufgrund seiner Oberflächenfarbe auch als roter Planet bezeichnet wird.

### Hintergrund
Alexander Malinowski, so lautete Bogdanows Geburtsname, war praktizierender Arzt und seit 1896 Mitglied der Sozialdemokratischen Arbeiterpartei Russlands, als er sich 1903 unter dem Kampfnamen „Maximow“ den Bolschewiki, Lenins radikalem Flügel, anschloss. Schon auf dem dritten (1905), vierten (1906) und fünften (1907) Parteitag wurde Malinowski ins Zentralkomitee gewählt, darüber hinaus war er mit Anatoli Lunatscharski verschwägert. Bald war Malinowski neben Lenin der prominenteste Führer der Bolschewiki.
Nach dem Scheitern der Russischen Revolution (1905–1907) flüchtete er ins finnische Exil, wo er unter dem Pseudonym „A. Bogdanow“ (auf Deutsch etwa „Gottesgabe“) seine Zukunftsvision einer möglichen kommunistischen Gesellschaft niederschrieb. Gleich mit dem ersten Satz knüpfte sein utopischer Roman an die Gegenwart an: „Die Ereignisse haben sich zugetragen, als in unserem Lande der große Umbruch gerade anhob, jener Umbruch, der bis in die Gegenwart fortwährt und sich nun wohl seinem unabwendbaren schrecklichen Ende nähert.“
Der rote Stern gab dem Leser ein anschauliches Bild vom Kommunismus, denn auf dem Mars war die kommunistische Gesellschaft bereits Realität. Damit lieferte Bogdanow allen Unentschlossenen oder von der Revolution Enttäuschten eine Zukunftsperspektive. Die Organisation der Arbeit durch eine allwissende und dynamische Bürokratie wird ebenso geschildert wie die Modalitäten der politischen Willensbildung, das Erziehungswesen, der Städtebau, die sozialen und wissenschaftlich-technischen Errungenschaften usw. So nutzen die Marsmenschen „radioaktive Materie“ zum Antrieb ihrer Sternschiffe und zur Erzeugung der in den Fabriken priorisierten elektrischen Energie; die marsianischen Steinkohlevorkommen waren längst aufgebraucht: „Kein Rauch, kein Ruß, keine Gerüche, kein Staub. […] Nicht die plumpe Kraft von Feuer und Dampf, sondern die feine, aber noch mächtigere elektrische Energie war die Seele dieses furchteinflößenden Mechanismus“. (S. 58). Die Geschlechter haben sich in Kleidung und Aussehen einander angeglichen, die Kinder werden in „Kinderstädten“, einer Art immerwährendem Ferienlager mit Schulbetrieb, von Pädagogen kindgerecht betreut. Marsmenschen mit Todeswunsch stehen in Krankenhäusern spezielle „Sterbezimmer“ zur Sterbehilfe bereit. (S. 82–83)
Der Roman fand viele Leser, darunter auch Lenin, der das Buch aber kritisierte. Zwischen Bogdanow und Lenin hatten die ideologischen Meinungsverschiedenheiten über die Ausrichtung der Bolschewiki zugenommen. Lenin lehnte Bogdanows idealistischen Standpunkt scharf ab und reagierte auf die innerparteilichen Flügelkämpfe mit seiner Schrift Materialismus und Empiriokritizismus (1908). Auf einer Sitzung der erweiterten Redaktion der Zeitung Пролетарий (Proletarier, faktisch das Bolschewistische Zentrum) im Juni 1909 in Paris wurde Bogdanow schließlich auf Lenins Betreiben hin aus dem inneren Zirkel der Bolschewiki ausgeschlossen.

### Personen
- Leonid alias Lenni (Леонид/Лэнни): 27-jähriger Berufsrevolutionär, Naturwissenschaftler und Amoralist
- Anna Nikolajewna (Анна Николаевна): pflichtbewusste und moralische Revolutionärin vom „gemäßigteren Flügel“ der Partei, Leonids Ex-Freundin
- Menni (Мэнни): Marsmensch mit breitem Kopf und großen Augen; Naturwissenschaftler und Kapitän des Sternenschiffs
- Netti (Нэтти): Ärztin vom Mars
- Sterni (Стэрни): Astronom und Mathematiker vom Mars
- Enno (Энно): Astronomin, Sternis Gehilfin
- Letta (Летта): Chemiker, Mennis Gehilfe
- Nella (Нэлла): Nettis Mutter
- Werner (Вернер): Leonids Genosse und Leiter einer Nervenheilanstalt
- Wladimir (Владимир): in der Illegalität lebender junger Genosse

## Ingenieur Menni
Durch den literarischen Erfolg ermutigt, verfasste Bogdanow nach seinem Ausstieg aus der aktiven Politik das Prequel Ingenieur Menni (1912). Hier geht es um die Entstehung und Etablierung des marsianischen Sozialismus, wie sie sich 250 Jahre zuvor zugetragen haben. Beim Bau der Marskanäle revoltieren die Arbeiter gegen die herrschende Klasse und bewirken einen friedlichen Umsturz. Im Mittelpunkt stehen der Titelheld Menni und der Arbeiterführer Netti.

### Personen
- Arri, Mechaniker, Nellas brüderlicher Freund
- Enno, Schriftstellerin
- Feli Rao, Direktor des Bankkartells „Eisenbahnerkredit“
- Leonid N., Übersetzer und Held aus Der rote Planet
- Maro, ehemaliger Ingenieur des Dynamit- und Pulvertrusts
- Menni Aldo, Physiker und Ingenieur, Leiter der „Großen Arbeiten“
- Nella, Nettis Mutter
- Netti, Sohn von Nella und Menni, der dessen Werk fortsetzt

## Rezeption
Bogdanows Utopie wurde in der russischen Literatur von verschiedenen Seiten rezipiert. Lenin kritisierte den Roman ebenso wie die Fortsetzung. In einem Brief an Maxim Gorki vom Februar 1913 schrieb er: „Ich habe seinen Ingenieur Menni gelesen. Immer derselbe Machismus-Idealismus, so versteckt, dass weder die Arbeiter noch die dummen Redakteure in der Prawda es begriffen haben.“
Der Petrograder Ingenieur Jewgeni Samjatin antwortete nach der Oktoberrevolution mit seiner Anti-Utopie Wir (Мы My, 1920), der ersten „klassischen“ Dystopie der Literaturgeschichte, die wiederum Huxleys Schöne neue Welt und Orwells 1984 inspirierte. Bogdanows geometrisch-funktionalistische Mars-Architektur mit ihren gläsernen Dächern wird bei Samjatin zu einer totalitaristisch-transparenten Glasarchitektur, die jeden Rückzug ins Privatleben verhindert.
Der russische Schriftsteller Alexej Tolstoi griff mit seinem Roman Aëlita (Аэлита, 1922) den Mars als Schauplatz wieder auf und etablierte wenige Jahre später mit dem utopischen Kriminalroman Geheimnisvolle Strahlen: Ingenieur Garins Hyperboloid (Гиперболоид инженера Гарина Giperboloid inschenera Garina, 1925) die sowjetische Science-Fiction-Literatur.
Die gängigste englischsprachige Ausgabe des Doppelromans Der rote Stern/Ingenieur Menni wurde 1984 von den beiden US-amerikanischen Historikern Loren Graham und Richard Stites herausgegeben. Red Star wird im Buchtitel explizit als erste bolschewistische Utopie bezeichnet. Der Science-Fiction-Autor Walter M. Miller, Jr. (bekannt für Lobgesang auf Leibowitz) schrieb für die New York Times eine längere Rezension unter der Überschrift „Bolschewiken auf dem Mars“. Die Besprechung war mit drei Holzstichen illustriert.
Der US-amerikanische Science-Fiction-Autor Kim Stanley Robinson ließ sich für seine Marstrilogie (1993) von Bogdanow inspirieren und schuf einen Charakter mit dem Namen Arkady Bogdanov, der ein Nachfahre Alexander Bogdanows sein soll.

## Deutschsprachige Ausgaben
- Der rote Stern. Ein utopistischer Roman. Aus dem Russischen übertragen von Hermynia Zur Mühlen. Verlag der Jugendinternationale, Berlin 1923 (Volltext im Project Gutenberg)
  - erneut: Der rote Stern. Ein utopischer Roman. Makol, Frankfurt am Main 1972.
  - erneut: Der rote Stern. Ein klassischer Science-Fiction-Roman. Heyne, München 1974, ISBN 3-453-30298-2.
  - erneut: Der rote Stern. Ein utopischer Roman. Luchterhand, Darmstadt 1982, ISBN 3-472-61431-5.
- Der rote Planet. Utopischer Roman. Aus dem Russischen von Reinhard Fischer. Verlag Volk und Welt, Berlin 1984.
  - erneut: Der rote Planet. Utopischer Roman. Aus d. Russ. von Reinhard Fischer. Buchclub 65 Vorzugsausgabe (Verlag Volk und Welt) 1984.
- Der rote Planet. Ingenieur Menni. Utopische Romane. Übersetzung aus dem Russischen von Reinhard Fischer und Aljonna Möckel. Verlag Volk und Welt, Berlin 1989, ISBN 978-3-353-00522-9.
- Der rote Stern. Europäischer Hochschulverlag, Bremen 2010, ISBN 978-3-86741-197-4.